# Stephen Rider
Stephen Rider (...) è un attore statunitense.
È noto soprattutto per le sue interpretazioni nel film The Butler e nelle serie televisive Lucky 7 e Daredevil.

## Biografia
Rider è stato scoperto in un'opera teatrale del 2006 da Denzel Washington. Nel 2007 Washington l'ha scritturato nel suo film biografico The Great Debaters, segnando così il debutto cinematografico di Rider.
Nel 2013 Rider ha interpretato il ruolo di Seeker Reed nel film di fantascienza The Host e quello dell'ammiraglio Stephen W. Rochon nel film storico The Butler. Nello stesso anno ha recitato nel ruolo di Eric Millworth nella serie televisiva di ABC Lucky 7.
Nel 2015 Rider è apparso nella serie Shameless di Showtime, nel ruolo di G-Dog, e nella serie Battle Creek di CBS, nei panni di Eli Cunningham.
Nel 2016 Rider ha recitato nella seconda stagione della serie Daredevil di Netflix, interpretando il procuratore distrettuale Blake Tower.

## Filmografia

### Cinema
- The Great Debaters - Il potere della parola (The Great Debaters), regia di Denzel Washington (2007)
- Safe House - Nessuno è al sicuro (Safe House), regia di Daniel Espinosa (2012)
- The Host, regia di Andrew Niccol (2013)
- The Butler - Un maggiordomo alla Casa Bianca (The Butler), regia di Lee Daniels (2013)
- Alpha Alert, regia di Matthew Thompson (2013)
- The Wrong Side of Right, regia di Alex Ranarivelo (2016)

### Televisione
- NCIS: Los Angeles - serie TV, 1 episodio (2012)
- Lucky 7 - serie TV, 3 episodi (2013)
- Battle Creek - serie TV, 1 episodio (2015)
- Shameless - serie TV, 3 episodi (2015-2016)
- Daredevil - serie TV, 7 episodi (2016)
- Harley & The Davidsons - miniserie TV, 2 puntate (2016)

## Doppiatori italiani
Nelle versioni in italiano delle opere in cui ha recitato, Stephen Rider è stato doppiato da:
- Simone Crisari in Safe House - Nessuno è al sicuro,[5] FBI: Most Wanted[6]
- Sacha De Toni in NCIS: Los Angeles[7]
- Andrea Lavagnino in The Host[8]
- Marco Vivio in The Butler - Un maggiordomo alla Casa Bianca[9]
- Sacha De Toni in Shameless[10]
- Andrea Lopez in Daredevil[11]
- Edoardo Stoppacciaro in Elementary[12]